# Momoria embola
Momoria embola är en insektsart som beskrevs av Blocker 1979. Momoria embola ingår i släktet Momoria och familjen dvärgstritar. Inga underarter finns listade i Catalogue of Life.